# Cranc roquer
El cranc roquer (Pachygrapsus marmoratus) és una espècie de crustaci decàpode braquiürs de la família dels gràpsids. Tot i que les gràpsids són típicament tropicals, per bé que algunes espècies, com el cranc roquer, són pròpies d'aigües temperades com les del Mar Mediterrani.

## Característiques
Té una closca de forma quadrada molt característica, amb els ulls situats en el vèrtexs anteriors. El color és d'un to verdós amb una textura que recorda el marbre.

## Història natural
És un cranc molt comú a les nostres costes, on se'l pot veure sovint corrent per les roques del litoral. Pot aguantar molta estona fora l'aigua tot mantenint la humitat a les seves brànquies. Es mou amb força agilitat.